# Jean-François Izarn
Jean-François Izarn est un homme politique français né le 27 janvier 1776 à Baziège (Haute-Garonne) et décédé le 31 juillet 1861 à Évreux (Eure).
Propriétaire, il est député de la Seine-Maritime de 1837 à 1839, siégeant dans la majorité soutenant les ministères de la Monarchie de Juillet.

## Sources
- « Jean-François Izarn », dans Adolphe Robert et Gaston Cougny, Dictionnaire des parlementaires français, Edgar Bourloton, 1889-1891 [détail de l’édition]